# محبت (فیلم ۱۹۹۷)
محبت (به هندی: Mohabbat) فیلمی محصول سال ۱۹۹۷ و به کارگردانی ریما راکش نات است. در این فیلم بازیگرانی همچون آکشای کانا، مادهوری دیکشیت، سانجای کاپور، فاروغ شیخ، مقبول فدا حسین ایفای نقش کرده‌اند.